# Општина Балкани (Бакау)
Балкани (рум. Balcani) општина је у Румунији у округу Бакау.
Oпштина се налази на надморској висини од 390 m.